# Febreze
Febreze és una marca d'eliminadors de males olors fabricat per Procter & Gamble. És ven a Amèrica del Nord, Amèrica del Sud, Europa, Àfrica, Àsia, Austràlia, i Nova Zelanda.
El nom "Febreze" prové de les paraules "fabric" i "breeze" (brisa). Fou introduït en proves de mercat el març de 1996, i s'ha estat venent als Estats Units des de juny de 1998. Posteriorment, la línia de productes s'ha anat expandint amb diverses marques d'ambientadors, aparells endollables amb líquids, discos perfumats, espelmes que eliminen la pudor, i ambientadors per cotxe.
El producte fou inicialment introduït al Regne Unit sota el nom de Fabreeze, però posteriorment va canviar a Febreze.
En diversos països no anglòfons, els productes es venen sota la marca Ambi Pur.

## Ingredients

Beta-cyclodextrin (HPβCD), produït a partir de blat de moro

L'ingredient actiu en diversos productes de Febreze és l'hydroxypropyl beta-cyclodextrin (HPβCD). La molècula atrapa i uneix hidrocarburs volatilitzats dins del seu anell estructural, retenint molècules que produeixen pudors; quan redueix la seva volatilitat es percep menys determinades olors. L'ingredient actiu deriva del blat de moro. L'ús de ciclodextrina com a absorbidor d'olors polvoritzable està patentat per Procter & Gamble.
Els productes inclouen ingredients addicionals com emulsors, conservants, i perfums. La Benzisotiazolinona és un conservant inclòs dins d'alguns dels productes.

## Seguretat
Experts en toxicologia veterinària que treballen per a l'ASPCA (Centre de control d'enverinaments d'animals) considera Febreze teixit freshener productes per ser segurs per ús en cases amb gossos d'animal de companyia, gats, fures, conills, i rosegadors. Tanmateix, l'etiquetatge del paquet indica que el producte es considera que no és segur en aus, i no s'indiquen els resultats de les proves amb altres animals.